# Felsgräber von Ta Kerċem

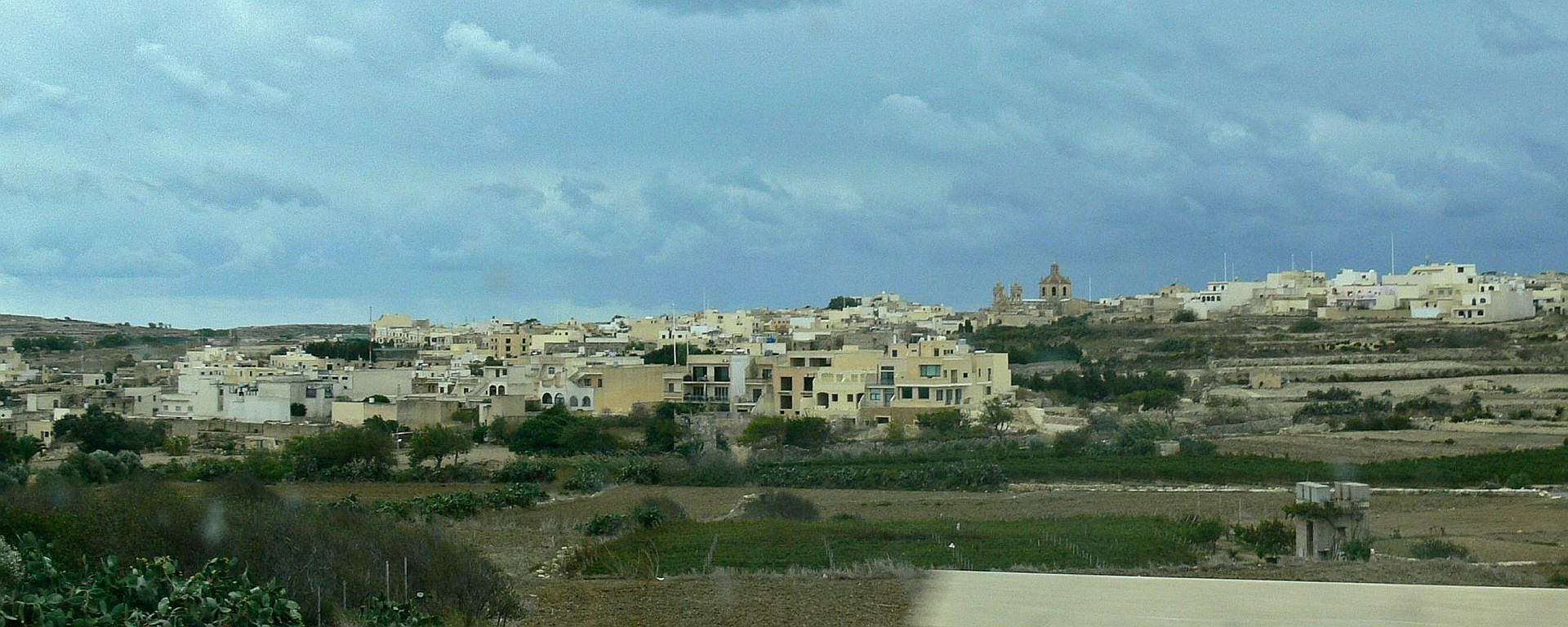
Ortsansicht

Die beiden Felsgräber von Ta Kerċem (maltesisch L-Oqbra f’ta Kerċem, englisch Kerċem tombs) wurden 2009 während der Erweiterungsarbeiten am Pfarrhaus von Kerċem (auch Ta’ Kerċem) auf Gozo entdeckt und ausgegraben. Sie lassen sich, wie einige andere Felsgräber und Fundplätze auf Gozo, anhand der Keramik in die maltesische Tarxien-Phase (3000–2500 v. Chr.) datieren.
Die Felsgräber wurden möglicherweise während des Baus der Pfarrkirche von Kerċem zwischen 1846 und 1851 erkannt, jedoch für weitere 163 Jahre vergessen. Beim Roden des Platzes im Jahr 2008 wurden die Gräber freigelegt. Die Strukturen waren bis auf die Hälfte ihrer ursprünglichen Höhe abgeschnitten, so dass nur der untere Teil überlebte. Derartige Entdeckungen sind selten und richten den Fokus auf die Bedeutung von Kerċem, das auch für Überreste aus dem Neolithikum Maltas (Għar-Dalam-Phase, etwa 5000 v. Chr.) bekannt ist.
Die Technik, mit der die Kerċem-Gräber errichtet wurden, erinnert an das Hypogäum von Ħal-Saflieni. Die Bauleute verwendeten Bohr- und Hebeltechniken, um die runden Kammern zu erstellen. Die Reste der Bohrlöcher sind in den Kammerwänden zu sehen, die durch einen Dacheingang betreten werden können. Eine der Kammern hatte eine kleine Nebenkammer, die noch vollständige Skelette enthielt. Eine kleine Säule markierte den Eingang zur Nebenkammer, deren Boden niedriger als der der Hauptkammer liegt. Sie diente sowohl als Beinhaus als auch für primäre Bestattungen; die Toten wurden sorgfältig getrennt auf den Steinboden gelegt. Die Seiten der Kammer dienten als Beinhaus. Einige ältere Bestattungen wurden zur Seite geschoben, um Platz für neue zu machen. Einige Tote wurden in gehockter Position begraben; Votivgaben begleiteten sie. In den Kerċem-Gräbern wurden Tonwarenfragmente gefunden, die zu feinen Behältern gehören, die Entwürfe der Tarxien-Phase wiederholen. Eine Anzahl von Klingen aus lokalem Chert und kleine Abschläge aus sizilianischem Feuerstein wurden ebenfalls entdeckt.
Die Gräber sind der wichtigste Aspekt eines kleinen Gemeindemuseums, das für den Ort geplant ist.